# Тасеева
Тасе́ева — большая река на западе Восточной Сибири, левый приток Ангары, протекает по территории Красноярского края России. Образуется слиянием рек Чуны и Бирюсы, основной левый приток — река Усолка. На притоках расположены города Бирюсинск, Тайшет.
Впадает в Ангару в 68 км от её устья, в нижнем течении судоходна до посёлка Машуковка примерно в 50 км от устья.

## Этимология
Название дано русскими землепроходцами XVII века по имени тунгусского князька Тасея, племя которого жило на этой реке.

## География
Площадь водосборного бассейна — 128 тыс. км², длина — 116 км или, если за исток принять начало реки Чуны, длина составляет 1240 км. Высота истока — 108 м над уровнем моря. В верховьях течёт в узкой долине, образуя ряд порогов. В 15—20 км ниже слияния Чуны (Уды) и Бирюсы (Оны) принимает вид равнинной реки. В нижнем течении Тасеева река течёт почти параллельно Енисею, в который Ангара впадает в 68 км к западу. Вскрывается ото льда в конце апреля — начале мая, замерзает в октябре — ноябре. Наряду с основным весенним половодьем, имеют место летние паводки, связанные с дождями и таянием снега в Восточных Саянах.

## Гидрология
Тасеева река является наиболее значительным притоком Ангары ниже Байкала со среднегодовым расходом воды в 46 км от устья 752 м³/с (по другим данным — 771 м³/с, что соответствует годовому стоку около 24 км³). Для реки характерны значительные изменения годового стока, что находит выражение в расхождении значений среднегодового расхода воды в случае, если он вычисляется на основании разных периодов наблюдений. Например, средний расход воды 1990 года составил 474 м³/с, а 1960 года — 1028 м³/с, что соответствует более чем двукратному изменению. Для лет со значительным годовым стоком характерны также большие весенние паводки — в мае 1966 года имел место максимальный среднемесячный расход, равный 4450 м³/с. В отдельные дни приток воды из Тасеевой в Ангару может быть не меньше количества воды, который несёт Енисей выше слияния с Ангарой.
| Средний расход воды (м³/с) реки Тасеевой по месяцам и за год с 1936 по 1999 гг. (замеры производились на гидрологическом посту Машуковка, в 46 км от устья) |